# 深兰科技
深兰科技是中華人民共和國上海市一家自稱從事人工智能、大数据、自动驾驶的公司，但截至2021年，其主营业务是为传统零售企业免费提供quiXmart快猫无人值守智能零售系统。該公司成立於于2012年在上海成立（一說成立於2014年），創始人陈海波曾經從事奶粉生意，且該公司前身為上海澳添励乳制品有限公司，名字來源於擊敗國際象棋世界冠軍加里·基莫维奇·卡斯帕罗夫的深藍計算機。

## 外部連結
- 官方网站